# Mestra tocantina
Mestra tocantina är en fjärilsart som beskrevs av Bates 1865. Mestra tocantina ingår i släktet Mestra och familjen praktfjärilar. Inga underarter finns listade i Catalogue of Life.